# Celmia celmus
Celmia celmus is een vlinder uit de familie van de Lycaenidae. De wetenschappelijke naam van de soort werd als Papilio celmus in 1775 gepubliceerd door Pieter Cramer.

## Synoniemen
- Tmolus pereza Butler, 1877
- Tmolus victoria Johnson & Matusik, 1989
- Celmia stigmata Johnson, 1991